# Carlos Cardona
Carlo Cadona (nascido em 1958 ou 1959), mais conhecido por seu nome artístico 6025, é um músico americano que atuou como segundo guitarrista da banda americana de punk rock Dead Kennedys, desde sua formação em julho de 1978 a março de 1979.

## Dead Kennedys (1978-1979)
O vocalista do Dead Kennedys, Jello Biafra, conheceu Cadona, que se autodenominou 6025 por causa de um tíquete de inspeção de roupas, no Mabuhay Gardens, e perguntou se ele queria se passar por baterista da banda. 6025 então disse a Biafra que sabia tocar guitarra e foi convidado para o grupo, juntando-se posteriormente em julho de 1978.   Embora às vezes seja considerado baterista ou cantor, o vocalista Jello Biafra afirmou que 6025 foi recrutado apenas como guitarrista.  Os outros membros se juntaram depois de responder a um anúncio colocado por East Bay Ray.
Biafra afirmou: "[Uma] semana antes de nosso primeiro show, contratamos um guitarrista que se autodenominava 6025 e saiu cerca de seis meses depois". Na verdade, ele se separou da banda cerca de oito meses depois, em março de 1979.  Segundo Biafra, ele era o melhor músico versátil da banda; no entanto, seu gosto por rock progressivo e composições idiossincráticas o afastaram do resto da banda. A última aparição ao vivo de 6025 com Dead Kennedys foi em 3 de março de 1979. A apresentação foi gravada e algumas faixas apareceram na compilação antes de serem lançadas oficialmente na íntegra 25 anos depois como Live at the Deaf Club.
Durante seu tempo, Cadona escreveu muitas canções para The Dead Kennedys, incluindo "Forward to Death" e "Ill in The Head", que estão incluídas em sua estreia. 6025 faz uma rara aparição em gravação de estúdio em Fresh Fruit for Rotting Vegetables, onde toca guitarra base em "Ill in The Head". 6025 também escreveu a música para "Short Songs", "Gaslight" e "Straight A's", que podem ser ouvidas em Give Me Convenience ou Give Me Death. Apesar de não estar na banda há anos naquele ponto, The Dead Kennedys incluiu "Religious Vomit", uma música que 6025 escreveu, em seu EP In God We Trust, Inc.
Carlo Cadona apareceu em um artigo de 19 de outubro de 2017 no The Press Democrat intitulado “Abrigos continuam sendo refúgios seguros para os moradores de Santa Rosa que fogem dos incêndios”. O artigo, que apresentava cidadãos de Santa Rosa que fugiam dos incêndios florestais, citava Cadona (conhecido como Carlo Cadona) como um ex-membro dos Dead Kennedys. No artigo afirmava que ele foi evacuado de sua casa em Mark West Springs Road por doze anos como resultado dos incêndios.

## Discografia

### Dead Kennedys
- 1980 – Fresh Fruit for Rotting Vegetables
- 1987 – Give Me Convenience or Give Me Death
- 2004 – Live at the Deaf Club

### Snakefinger
- 2010 – Live at the Savoy 1981